# Apechoneura valerieae
Apechoneura valerieae là một loài tò vò trong họ Ichneumonidae.